# Сельское поселение Песочное (Самарская область)
Се́льское поселе́ние Песочное — муниципальное образование в Безенчукском районе Самарской области Российской Федерации.
Административный центр — село Песочное.

## История
Статус и границы сельского поселения установлены Законом Самарской области от 25 февраля 2005 года № 44-ГД «Об образовании городских и сельских поселений в пределах муниципального района Безенчукский Самарской области, наделении их соответствующим статусом и установлении их границ».

## Население
| 2010  | 2012  | 2013  | 2014  | 2015  | 2016  | 2017  |
| ----- | ----- | ----- | ----- | ----- | ----- | ----- |
| 1109  | ↘1100 | ↘1098 | ↗1119 | ↘1097 | ↘1079 | ↘1042 |
| 2018  | 2019  | 2020  | 2021  |       |       |       |
| ↗1044 | ↗1049 | ↗1060 | ↘827  |       |       |       |

## Состав сельского поселения
| № | Населённый пункт | Тип населённого пункта       | Население |
| - | ---------------- | ---------------------------- | --------- |
| 1 | Новомихайловка   | село                         | ↘195      |
| 2 | Песочное         | село, административный центр | ↗957      |
| 3 | Широкополье      | железнодорожная станция      | →0        |